# هرمان اولیچر
هرمان اولیچر (انگلیسی: Hermann Ohlicher؛ زادهٔ ۲ نوامبر ۱۹۴۹) بازیکن فوتبال سابق اهل آلمان است که در پست هافبک و مهاجم بازی می‌کرد.
از باشگاه‌هایی که در آن بازی کرده‌است می‌توان به باشگاه فوتبال اشتوتگارت اشاره کرد.